# 多毛蒲公英
多毛蒲公英（学名：Taraxacum lanigerum）为菊科蒲公英属下的一个种。

## 扩展阅读
維基物種上的相關：多毛蒲公英